# Écoyeux
Écoyeux és un municipi de la regió de la Nova Aquitània, departament del Charente Marítim, a França, amb gairebé 1.000 habitants. El terme municipal té més de dues mil hectàrees i està situat a 40 metres sobre el nivell del mar.

## Història
El seu nom ve d'"Escoius", un poderós propietari gal·loromà. A l'entorn del seu domini va sorgir la vila. A l'edat mitjana va formar part dels dominis dels Polignac, i des del segle xiv i va pertànyer a una branca familiar de senyors d'Écoyeux (i altres llocs) iniciada per Achard I, germà de Pere Armand senyor de Chalençon i vescomte de Polignac, vers el 1378, branca que es va extingir el 1669. El castell de la vila fou domini i residència d'aquests senyors. Vers el 1652 la població fou delmada per la pesta.

## Llista de senyors
- Achard I 1378-després de 1390 Senyor d'Écoyeux, Vénérand, Brizambourg, Saint-Germain i Fontaines
- Achard II després de 1390-c. 1450, senyor d'Écoyeux.
- Enric c. 1450, senyor d'Écoyeux
- Pere c. 1450-1512, senyor d'Écoyeux
- Bonaventura 1512-1527, senyor d'Écoyeux i de Vénérand
- Cristòfol 1527-1571, senyor d'Écoyeux, de Machecoul, de Vénérand, de Migré i de Parensay
- Vivien 1571-1572, senyor d'Écoyeux,
- Lleó (Lleó Lluís) 1572-1669, senyor d'Écoyeux
- Extinció de la branca